# Bananas
Bananas är ett musikalbum med Deep Purple från 2003. Det är den första skivan med den nya keyboardisten Don Airey efter att originalmedlemmen Jon Lord slutat. Skivan kom att bli gruppens sista under skivbolaget EMI.

## Låtlista
1. "House of Pain" - 3:34
2. "Sun Goes Down" - 4:10
3. "Haunted" - 4:22
4. "Razzle Dazzle" - 3:28
5. "Silver Tongue" - 4:03
6. "Walk On" - 7:04
7. "Picture of Innocence" - 5:11
8. "I Got Your Number" - 6:01
9. "Never a Word" - 3:46
10. "Bananas" - 4:51
11. "Doing It Tonight" - 3:28
12. "Contact Lost" - 1:27

## Medverkande
- Ian Gillan - sång
- Steve Morse - gitarr
- Don Airey - keyboards
- Roger Glover - bas
- Ian Paice - trummor